# 1981 WE9
1981 WE9 är en asteroid i huvudbältet som upptäcktes den 16 november 1981 av Perth-observatoriet.
Asteroiden har en diameter på ungefär 2 kilometer.